# سلیم دم‌گوه‌ای
سلیم دم‌گوه‌ای (نام علمی: Charadrius vociferus) نام یک گونه از سرده سلیم‌های طوق‌دار است.